# Кашина Кашинета (Павија)
Кашина Кашинета је насеље у Италији у округу Павија, региону Ломбардија.
Према процени из 2011. у насељу је живело 33 становника. Насеље се налази на надморској висини од 51 м.